# Les Serres
Les Serres es una entidad de población española del municipio de San Martín de Liémana, perteneciente a la provincia de Gerona, en la comunidad autónoma de Cataluña.

## Toponimia
El nombre del lugar puede aparecer referido como «Les Serres» y «Las Serras».

## Historia
Hacia mediados del siglo XIX, el lugar, ya por entonces perteneciente al municipio de San Martín de Liémana, tenía contabilizada una población de 36 habitantes. Aparece descrito en el decimocuarto volumen del Diccionario geográfico-estadístico-histórico de España y sus posesiones de Ultramar de Pascual Madoz con las siguientes palabras:

SERRAS (las): ald. en la prov., part. jud. y dióc. de Gerona, aud. terr , c. g. de Barcelona, ayunt. de San Martin de Llemaná: sit. sbore una montaña, con buena ventilacion, y clima templado y sano. Tiene 20 casas, y una igl. parr. (Sta. Cecilia) servida por un cura de ingreso de provision real y ordinaria. El térm. confina N. y O. San Martin de Llemaná; E. Llorá, y S. San Clemente de Amer, del part. de Sta. Coloma de Farnés. El terreno es montuoso, con bastante bosque arbolado de encinas y robles; le cruzan varios caminos locales. prod.: trigo, legumbres; cria ganado y caza de diversas especies. pobl.: 10 vec., 36 almas. cap. prod.: 420,400 rs. imp.: 10,510.
(Madoz, 1849, p. 203)

En 2023, la entidad singular de población tenía empadronados 56 habitantes.